# متكاورة تاكرمانية
متكاورة تاكرمانية (الاسم العلمي:Sphaerophorus tuckermanii) هي نوع من الفطريات تتبع جنس المتكاورة من فصيلة المتكاورات.